# Duhovnyickojei járás

A Duhovnyickojei járás a Szaratovi területen

A Duhovnyickojei járás (oroszul: Духовницкий муниципальный район) Oroszország egyik járása a Szaratovi területen. Székhelye Duhovnyickoje.

## Népesség
- 1989-ben 16 511 lakosa volt.
- 2002-ben 15 300 lakosa volt.
- 2010-ben 12 951 lakosa volt, melyből 12 000 orosz, 108 ukrán, 95 tatár, 92 örmény, 89 kazah, 87 csuvas, 79 mari, 69 mordvin, 56 lezg stb.